# Primera Avenida
La Primera Avenida es una avenida en el lado este del borough neoyorquino de Manhattan. Empieza su recorrido desde la Calle Houston hacia el norte hasta la calle 127. A la altura de la calle 125, la mayor parte del tráfico se va por el puente de la Avenida Willis hacia el Bronx cruzando el río Harlem. Al sur de la Calle Houston, el trazo de la avenida continúa en la Calle Allen hacia el sur hasta Division Street. El tráfico en la Primera Avenida es sólo en sentido norte.

## Historia
Como la mayoría de las avenidas norte-sur de Manhattan, la Primera Avenida fue propuesta como parte del Plan de los Comisionados de 1811 para Manhattan que estableció 12 avenidas norte-sur que se extendían a lo largo de la isla. Las partes sureñas de la avenida fueron cortadas y trazadas poco después de que el plan se adoptara. Las secciones más al norte de la avenida serían abiertas en distintos intervales durante todo el siglo XIX a medida que la ciudad iba creciendo en esa dirección.
La línea de la Segunda Avenida recorría la Primera Avenida desde Houston Street hasta la calle 23 antes de doblar al oeste y luego al norte en la Segunda Avenida. Esta vía elevada fue demolida en 1942.
La Primera Avenida ha llevado un solo sentido de tráfico desde el 4 de junio de 1951.
Una ciclovía protegida se estableció a lo largo del lado izquierdo de la avenida al sur de la calle 50 en el 2011.

## Descripción
La Primera Avenida pasa por varios barrios.
Empezando en el sur en Houston Street, la avenida recorre el East Village, alguna vez un barrio predominantemente judío y alemán y hoy un área gentrificada poblada principalmente por hipsters y yuppies. La Primera Avenida se abre paso actualmente entre dos grandes proyectos de desarrollo urbano, Stuyvesant Town y Peter Cooper Village, dos desarrollos de vivienda de ingreso medio que es ubican en lo que antiguamente era el Gashouse District, una zona industrial. Estos proyectos ocupan el lado este de la avenida entre las calles 14 y 23. La avenida es muy ancha en este segmento y se encuentra separada por una mediana. El New York Veterans Affairs Medical Center, el Hospital Bellevue, y el NYU Medical Center ocupan las cuadras desde ahí hasta la calle 34. entre las calles 42 y 47, la avenida recorre a lo largo de la Sede de las Naciones Unidas. Aquí, a través de un pequeño baipás, United Nations Plaza se separa de la avenida y va a través del Tunnel de la Primera Avenida uniéndose luego a la altura de la calle 49.
Cruza debajo del Puente de Queensboro y entra en el Upper East Side donde cruza varias áreas residenciales. Sirve como una de las principales calles comerciales del vecindario Yorkville, históricamente un barrio de clase trabajadora alemana y húngara y hoy un enclave adinerado de residentes de clase alta. En este distrito, la Primera Avenida es conocida también como "Bedpan Alley" (un juego con el nombre del "Tin Pan Alley") debido a la gran cantidad de hospitales que se ubican en sus cercanías.
Cruzando la calle 96, la Primera Avenida cruza el Harlem hispano, un barrio históricamente portorriqueño. Antes de la migración portorriqueña en los años 1950, gran parte de este distrito estaba poblado por italianos y era conocido como el Harlem italiano. La Primera Avenida en el Harlem italiano era el sitio del mercado al aire libre más grande en los siglos XIX y XX. Hay aún un pequeño enclave italiano en el distrito Pleasant Valley de Harlem del Este entre las calles 114 y 120. La parte norte de la Primera Avenida, más allá de la calle 110 también ha tenido un aumento significativo de residentes mexicanos.
La Primera Avenida luego se conecta con el Willis Avenue Bridge que cruza el río Harlem en la calle 125 y lo conecta con Willis Avenue en El Bronx.

## Transporte
Los buses M15/M15+ Select Bus recorren la primera y la segunda avenidas entre las calles 125 y Houston. La ruta M9 que va hacia el norte la recorre entre las calles 20 y 29 finalizando en el Bellevue Hospital en la calle 26. Las rutas M31, M50, M57, M86+ Select Bus y M116 también recorren la Primera Avenida por segmentos cortos.
La línea Canarsie tiene una estación en la Calle 14.

## En la cultura popular
- La apertura de la escena de la Cazafantasmas 2 fue filmada en la intersección de la Primera Avenida y la Calle 77.
- En la serie de televisión Seinfeld, Kramer describe la intersección de la Primera Avenida y la Calle 1 como el "nexo del universo". Esto sirvió para el nombre de un nightclub en esa ubicación llamado "Nexus Louge".